# Oxylia duponcheli
Oxylia duponcheli är en skalbaggsart som först beskrevs av Gaspard Auguste Brullé 1832.  Oxylia duponcheli ingår i släktet Oxylia och familjen långhorningar. Inga underarter finns listade i Catalogue of Life.